# Nebula (musikgrupp)
Nebula är ett amerikanskt psykedeliskt rockband med rötterna i blues-heavyrock/protopunk, jfr tidiga Monster Magnet, Hawkwind, Iggy & The Stooges, Jimi Hendrix, MC5 m.m. Bandets sound domineras av wah-dränkta, fuzziga gitarrtoner och såväl tillbakalutade som fartblinda hyllningar till livets goda - vin, kvinnor och sång. Det startades av Eddie Glass (gitarr) och Ruben Romano (trummor) efter att de slutat i Fu Manchu 1997. Bandet har alltid turnerat flitigt och besökt Sverige vid ett flertal tillfällen, senast i maj 2006 då de spelade på Inkonst i Malmö.

## Medlemmar
Nuvarande medlemmar
- Eddie Glass – sång, gitarr (1997– )
- Tom Davies – basgitarr (2003– )
- Mike – trummor (2017– )

Tidigare medlemmar
- Ruben Romano – trummor (1997–2007)
- Mark Abshire – basgitarr (1997–2003)
- Isaiah Mitchell – basgitarr (2003)
- Dennis Wilson – basgitarr (2003)
- Rob Oswald – trummor (2007–2009)
- Adam Kriney – trummor (2009–2010)
- Jimmy Sweet – trummor (2010–2017)

## Diskografi

### Album
- 1999 – To The Center
- 2001 – Charged
- 2003 – Atomic Ritual
- 2006 – Apollo
- 2009 – Heavy Psych
- 2019 – Holy Shit

### EP
- 1998 – Let It Burn
- 1998 – Nebula/Lowrider (delad EP)
- 1999 – Sun Creature EP
- 2002 – Dos EP:s (samling m ommastrat material från Nebula/Lowrider-EP:n och Sun Creature samt två nyskrivna låtar)